# Polygon Most
Polygon Most je výcvikový areál, kde zájemci mohou absolvovat kurzy bezpečné jízdy a zdokonalovací kurzy, off-roadové kurzy či kurzy pro získání závodní licence. Jsou určené pro řidiče různých typů silničních motorových vozidel. Polygon se nachází na území města Mostu, v místní části Souš. Vznikl v sousedství závodního okruhu Autodrom Most, s nímž je přímo propojen. Provozovatelem celého areálu je akciová společnost AUTODROM MOST.

## Historie a vybavení
Areál vznikl v prostoru bývalé výsypky hnědouhelného povrchového dolu. Před vybudováním polygonu zde byl nevyužitý divácký svah. Plocha polygonu je asi 13 hektarů.
Výstavba začala v prosinci 2003. První fáze výstavby, zemní příprava, stála asi 120 milionů Kč, a byla hrazena prostřednictvím Fondu národního majetku z částky 15 miliard Kč, jež vláda Miloše Zemana v roce 2002 vyčlenila na revitalizaci území poškozených těžbou.
V rámci druhé fázi výstavby bylo vybudováno 5 cvičných ploch ze 7 naprojektovaných.
- kluzné plochy pro nácvik zatáčení z kopce a do kopce na umělém svahu
- rovinné kluzné plochy s možností nácviku vyhýbacích manévrů
- příčné vodní bariéry
- velká kluzná plocha s hydraulicky ovládanou uhýbací deskou
- aquaplaningový modul
- malá kruhová dráha s kluznou plochou pro nácvik jízdy a brzdění v zatáčkách
- administrativní centrum se školícím střediskem (3 učebny, každá s kapacitou 24 osob), restaurací a technickým zázemím.

V plánu je dokončit ještě tyto výcvikové plochy:
- velká kruhová dráha pro nácvik jízdy a brzdění v zatáčkách
- brzdný modul s pěti rozdílnými druhy povrchu
- kyvná deska pro nákladní automobily

Město Most a Ústecký kraj přispěly na výstavbu více než 9 miliony. Celková cena byla kolem 240 milionů Kč.
Polygon byl slavnostně otevřen v listopadu 2005 za účasti tehdejšího premiéra Jiřího Paroubka a ústeckého hejtmana Jiřího Šulce.

## Akreditace ke školení k odečtení bodů
Společnost HCT.CZ a. s., dodavatel výukové metodiky užívané na Polygonu Most, je v České republice od 1. září 2008 prvním a zatím jediným držitelem akreditace k provádění řidičských školení podle zákona č. 374/2007 Sb. a vyhlášky č. 156/2008 Sb., na jejichž základě lze za zákonem stanovených podmínek odečíst 3 trestné body udělené podle bodového systému hodnocení řidičů. Cena školení včetně DPH činí 3890 Kč. Školení zahrnuje 3 hodiny teorie, tři a půl hodiny praktického výcviku a půl hodiny závěrečného vyhodnocení.

## Obvinění ze střetu zájmů
Po přijetí právních předpisů se média zaobírala možným střetem zájmů spočívajícím v tom, že prováděcím předpisem stanovené požadavky na získání akreditace pro školení k odečtu bodů řidičům byly stanoveny tak, že jim vyhovovalo pouze jedno cvičiště v republice, ač k účelu školení (které má řešit odpovědný přístup řidiče a nikoliv technickou zručnost) tak náročné vybavení (např. kyvná deska umožňující smyky) není třeba. Dopravní akademie, Hospodářská komora, Transparency International nebo děkan Dopravní fakulty ČVUT Petr Moos vyjádřili s touto úpravou nesouhlas. David Ondráčka z Transparency International do označil za ukázku jednoznačné politické lobby a střetu zájmů. Prezident Dopravní akademie Robert Kotál tvrdí, že tak přísné standardy v žádné evropské směrnici nejsou, ač se na evropské normy ministerstvo dopravy odvolávalo. Vyhlášku obhajoval mluvčí ministerstva Karel Hanzelka i Jakub Ptačinský z tiskového oddělení MD. Mluvčí Hospodářské komory Viktorie Plívová označila zákon z hlediska rovných podnikatelských příležitostí za rozporuplný a oznámila, že komora chce uspořádat diskusi autorů i odpůrců zákona a vyhlášky. Na snahu Dopravní akademie o diskusi podle MF Dnes ministerstvo dopravy nereagovalo. Předseda Klubu autoškol Bohumil Hejhal řekl, že piráti silnic nepotřebují zvyšovat sebevědomí jízdou ve smyku, ale je nutné na ně působit spíše psychologicky.
Za osobu, jejíž střet zájmů měl hrát roli, byl jmenován poslanec za ODS Oldřich Vojíř z Mostu. Tento poslanec byl předsedou Hospodářského výboru PSP ČR, který podal k zákonu pozměňovací návrh, jímž byly stanoveny požadavky na akreditaci. V roce 2002, kdy vláda uvolnila peníze na rekultivaci bývalých dolů, byl členem dozorčí rady Fondu národního majetku.
V roce 2006 při tzv. porcování medvěda, tedy té části projednávání státního rozpočtu, v níž obvykle poslanci prosazují své lobbystické zájmy, získalo občanské sdružení Automotoklub RPR Most 10 miliónů Kč na stavbu dětského dopravního hřiště v Mostě, přestože ve městě již jedno dětské dopravní hřiště fungovalo. Z těchto peněz byla postavena správní a školicí budova budoucího Polygonu Most. Dalších 10 milionů získali při porcování medvěda v roce 2007.
V době, kdy na výstavbu uvolnilo peníze město Most, byl primátorem Vladimír Bártl (ODS), člen dozorčí rady Autodrom Most. Později byl Vladimír Bártl ředitelem toho odboru ministerstva dopravy, které zpracovávalo vyhlášku č. 156/2008 Sb.
Společnost Autodrom Most a. s. ještě v roce 2007 patřila zčásti městu a zčásti mosteckému Automotoklubu. Na výstavbě se finančně podílely stát, kraj i město. V roce 2008 přešla do plně soukromých rukou, vlastní jej podnikatel Jiří Kroužek prostřednictvím své společnosti Ring Group. Nadpoloviční podíl v Autodromu Most získal v roce 1993 vložením svého know how oceněného na desítky milionů Kč. Se záměrem vybudovat školicí centrum dopravní výchovy s podporou města i státu se svěřil časopisu Auto Tip již v roce 2000. Kroužkově firmě Ring Group patří i hotel Cascade, který doporučuje firma vzdálenějším zájemcům o kurs.
Náměstek ministra dopravy Jiří Hodač (ODS) vyjádřil předpoklad, že podobná cvičiště vzniknou časem v každém kraji. Autodrom Most jednal o zřízení druhého cvičiště v Praze-Kyjích (na parcelách č. 2651, 2652/1, 2654 a 2655). Plány na případné zřízení dalších cvičišť tají.